# Rodrigo Pérez (Fußballspieler)
Rodrigo Antonio Pérez Albornoz (* 19. August 1973 in Rancagua) ist ein ehemaliger chilenischer Fußballspieler. Der Abwehrspieler absolvierte 32 Länderspiele für Chile und gewann vier nationale Meisterschaften.

## Karriere

### Verein
Rodrigo Pérez kam aus der Jugend des CD O’Higgins, dem erfolgreichsten Verein seiner Geburtsstadt Rancagua, und debütierte dort 1993 unter Manuel Pellegrini. 1997 wechselte der Linksverteidiger zu den Santiago Wanderers, mit denen er 1999 den Aufstieg in die erste Liga schaffte. Seine erfolgreichste Zeit erlebte Pérez in CD Cobreloa, mit dem er drei chilenische Meisterschaften gewann. Dazu kommt noch eine peruanische Meisterschaft während seiner Leihe zu Alianza Lima 2006. Er beendete 2011 seine Karriere bei Deportes Iquique, mit denen er 2010 ein erfolgreiches Jahr hatte. Neben der Meisterschaft der Primera B, inklusive Aufstieg in die höchste Spielklasse, hatte der damalige Zweitligist mit Pérez die Copa Chile gewonnen.

### Nationalmannschaft
Rodrigo Pérez debütierte für die chilenische Nationalmannschaft beim Freundschaftsspiel im April 1995 gegen Peru. Einen Monat später spielte er beim Canada Cup, den Chile gewinnen konnte. Im Juli stand Pérez zudem im Kader der Copa América 1995. Bei der 0:4-Niederlage gegen Argentinien stand der Defensivspieler über die volle Spielzeit und beim 2:2-Unentschieden gegen Bolivien eine Halbzeit auf dem Feld. Nach nur einem Punkt aus drei Spielen schied La Roja als Gruppenletzter aus dem Turnier aus.
Sein zweites großes Turnier war die Copa América 2004. Pérez spielte alle drei Gruppenspiele, jedoch schied Chile wie schon 1995 mit nur einem Punkt als Gruppenletzter in der Vorrunde aus. Darüber hinaus absolvierte Pérez noch Freundschaftsspiele und Qualifikationsspiele für die Weltmeisterschaften 2002 und 2006. Für beide Endturniere konnte sich Chile nicht qualifizieren. Das letzte Länderspiel des linken Verteidigers war im Oktober 2005 beim 0:0-Unentschieden gegen Ecuador in der WM-Qualifikation 2006. Pérez lief insgesamt 32-mal für La Roja auf.

### Trainer
Rodrigo Pérez erlangte nach seiner aktiven Karriere den Trainerschein und wurde 2018 Cheftrainer des CD Cobreloa in der Primera B. Danach trainierte Pérez den Viertligisten Rancagua Sur bis Juli 2020.

## Erfolge
Cobreloa
- Chilenischer Meister (3): 2003-A, 2003-C, 2004-C

Alianza Lima
- Peruanischer Meister: 2006

Deportes Iquique
- Chilenischer Pokalsieger: 2010
- Meister der Primera B: 2010